# Bliznak (Bułgaria)
Bliznak (bułg. Близнак) – wieś w Bułgarii, w obwodzie Burgas, w gminie Małko Tyrnowo. W 2023 roku liczyła 40 mieszkańców.